# 清水香
清水香（せいすいか）は、ホテル・バス・ハイヤーなどの事業を手掛ける「国際興業」と、アイスノン、ホッカイロ等のデイリーケアケミカルの先端企業である「白元」が共同開発した業務用消臭剤。ホテルの客室やバス、タクシーの車内など、家庭用消臭剤では消えにくい「現場特有の臭い」を消臭べく開発された経緯もあり、特にタバコとアルコールの臭い消しに効果が高い。
基本的には業務用として販売されているため、2ケース40本で20,000円（1本あたり500円）という価格設定だが、個人用としても受け付けている。
当初はシトラス系の香りが入ったタイプのみが販売されていたが、のちに無香料タイプも販売されている。